# Високий берег і архіпелаг Кваркен
Високий берег і архіпелаг Кваркен (фін. Höga kusten/Merenkurkun saaristo, швед. Höga kusten/skärgården Kvarken) — природоохоронна територія в районі Ботанічної затоки, Світова спадщина ЮНЕСКО у Фінляндії та Швеції.

## Світова спадщина

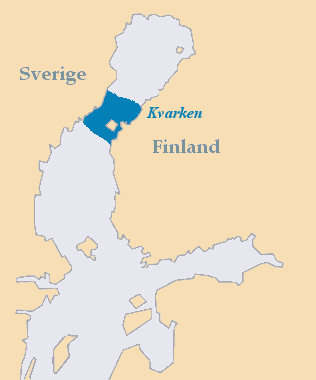
Кваркен

Високий берег долучено до списку Світової спадщини у 2000 році, архіпелаг Кваркен — у 2006 році. До 2008 року пам'ятка називалася Merenkurkku — Höga kusten, але на прохання країн-кандидатів назву було змінено. Площа спадщини становить 3 370 квадратних кілометрів, з яких шведська сторона — 140 000 гектарів, фінська сторона — 194 400 гектарів.
Регіон знаходиться в постійному русі. Гляціоізостазія узбережжя становить близько 9 мм на рік.
Критерієм світової селекції спадщини був VIII: виключне геологічне значення. Було відзначено, що Високий Берег надає видатні можливості для вивчення геологічних та тектонічних процесів.